# Sumurbarang
Sumurbarang is een bestuurslaag in het regentschap Subang van de provincie West-Java, Indonesië. Sumurbarang telt 3816 inwoners (volkstelling 2010).